# 基里尔·科迪夫
基里尔·科迪夫 （1982年4月18日—） 是一位保加利亚足球运动员，司职后卫，现效力于切尔诺莫雷。

## 俱乐部生涯
科迪夫的足球生涯从Gorublyane Vihar俱乐部开始。16岁时他加入了库于斯滕迪尔维尔巴兹德足球俱乐部（PFC Velbazhd Kyustendil）。 2002年，科迪夫与普罗夫迪夫火车头签约，不久他与球队一起夺得了2003年至2004年保加利亞足球甲級聯賽
冠军和保加利亚超级杯冠军。在同一年，他首次在保加利亚国家足球队亮相。
2005年1月，索菲亞中央陸軍与科迪夫签署了一份为期四年价值100,000欧元的合同。之后，随着2008年夏天亚历山大·图尼切夫（Aleksandar Tunchev）和瓦伦丁·伊利耶夫（Valentin Iliev）离队，他获得了更多上场机会，并得以展现他的能力。身为后卫，他在8年内打入了13球。
2011年1月，科迪夫加盟大连阿尔滨。有记者报道他之前在天津泰达试训失败，随后才前往大连。

## 国家队生涯
科迪夫参加了2004年欧洲足球锦标赛。保加利亚国家足球队以预选赛第8小组第一名身份进入决赛圈，却在小组赛C组垫底出局。

## 荣誉
- 保加利亞足球甲級聯賽冠军 – 2 次

– 2004 (普罗夫迪夫火车头)
- 2008 (索菲亞中央陸軍)
- 保加利亚超级杯冠军 – 2 次

– 2004 (普罗夫迪夫火车头)
- 2008 (索菲亞中央陸軍)